# Второе правительство Карлссона
Второе правительство Карлссона — правительство Швеции, сформированное 27 февраля 1990 года, под руководством премьер-министра Ингвар Карлссона (Умеренная коалиционная партия). 

## История
Кабинет министров представлял собой однопартийное правительство меньшинства, сформированное социал-демократами. Его возглавил премьер-министр Ингвар Карлссон, чьё первое правительство ушло в отставку в начале февраля 1990 года после того, как Риксдаг отклонил предложенный пакет экстренных мер. Потребность в этих мерах сохранялась, и уже 27 февраля 1990 года вступило в должность второе правительство Карлссона. 5 апреля 1990 года оно с Либеральной партией представило новый антикризисный пакет.
4 октября 1991 года после поражения на всеобщих выборах 1991 года кабинет министров ушёл в отставку. Его сменило правительство Карла Бильдта.

## Состав правительства
| Должность                                                 | Имя              | Начало          | Конец          | Партия                                |
| --------------------------------------------------------- | ---------------- | --------------- | -------------- | ------------------------------------- |
| Премьер-министр                                           | Ингвар Карлссон  | 27 февраля 1990 | 4 октября 1991 | Социал-демократическая рабочая партия |
| Заместитель премьер-министра                              | Одд Энгстром     | 27 февраля 1990 | 4 октября 1991 | Социал-демократическая рабочая партия |
| Министр иностранных дел                                   | Стен Андерссон   | 27 февраля 1990 | 4 октября 1991 | Социал-демократическая рабочая партия |
| Министр финансов                                          | Аллан Ларссон    | 27 февраля 1990 | 4 октября 1991 | Социал-демократическая рабочая партия |
| Министр образования                                       | Бенгт Горанссон  | 27 февраля 1990 | 4 октября 1991 | Социал-демократическая рабочая партия |
| Министр юстиции                                           | Лайла Фрейвальдс | 27 февраля 1990 | 4 октября 1991 | Социал-демократическая рабочая партия |
| Министр здравоохранения и социальных дел                  | Ингела Тален     | 27 февраля 1990 | 4 октября 1991 | Социал-демократическая рабочая партия |
| Министр занятости                                         | Мона Салин       | 27 февраля 1990 | 4 октября 1991 | Социал-демократическая рабочая партия |
| Министр сельского хозяйства                               | Матс Хеллстром   | 27 февраля 1990 | 4 октября 1991 | Социал-демократическая рабочая партия |
| Министр обороны                                           | Ройне Карлссон   | 27 февраля 1990 | 4 октября 1991 | Социал-демократическая рабочая партия |
| Министр связи                                             | Георг Андерссон  | 27 февраля 1990 | 4 октября 1991 | Социал-демократическая рабочая партия |
| Министр по делам государственной службы                   | Бенгт Йоханссон  | 27 февраля 1990 | 4 октября 1991 | Социал-демократическая рабочая партия |
| Министр жилищного строительства                           | Ульф Лённквист   | 27 февраля 1990 | 4 октября 1991 | Социал-демократическая рабочая партия |
| Министр окружающей среды                                  | Биргитта Даль    | 27 февраля 1990 | 4 октября 1991 | Социал-демократическая рабочая партия |
| Министр предпринимательства                               | Руне Молин       | 27 февраля 1990 | 4 октября 1991 | Социал-демократическая рабочая партия |
| Министр налогов                                           | Эрик Асбринк     | 27 февраля 1990 | 4 октября 1991 | Социал-демократическая рабочая партия |
| Министр по международному сотрудничеству в целях развития | Лена Ельм-Валлен | 27 февраля 1990 | 4 октября 1991 | Социал-демократическая рабочая партия |
| Министр внешней торговли                                  | Анита Градин     | 27 февраля 1990 | 4 октября 1991 | Социал-демократическая рабочая партия |
| Министр социального обеспечения                           | Бенгт Линдквист  | 27 февраля 1990 | 4 октября 1991 | Социал-демократическая рабочая партия |
| Министр школ                                              | Ханс Перссон     | 27 февраля 1990 | 4 октября 1991 | Социал-демократическая рабочая партия |
| Министр миграции                                          | Май-Лис Лёв      | 27 февраля 1990 | 4 октября 1991 | Социал-демократическая рабочая партия |
| Министр потребления и молодежи                            | Маргот Вальстрём | 27 февраля 1990 | 4 октября 1991 | Социал-демократическая рабочая партия |